# Dieter Franz Braun
Dieter Franz „Blue“ Braun (* 19. Dezember 1935; † 22. März 2014) war ein Vizeadmiral der Deutschen Marine.

## Dienst in der Bundesmarine
Braun trat im Mai 1956 als Offizieranwärter mit der Crew V/56 in die Bundesmarine ein. Nach seiner Offizierausbildung diente er im Flottendienstgeschwader und wurde dort von Mai 1963 bis September 1964 als Oberleutnant zur See Kommandant des U-Jagd-Boots (damalige Bezeichnung „Torpedofangboot“) Thetis.
Von Oktober 1967 bis September 1969 nahm Braun am 9. Admiralstabslehrgang an der Führungsakademie der Bundeswehr teil und wurde anschließend bis April 1971 Erster Offizier des Zerstörers Schleswig-Holstein. Nach einer anschließenden Tätigkeit als Einsatzstabsoffizier beim Befehlshaber der Seestreitkräfte der Nordsee wurde er im Oktober 1973 Kommandant dieses Zerstörers.
Im Januar 1976 wechselte Braun unter Beförderung zum Kapitän zur See in das Flottenkommando. Von Oktober 1978 bis Dezember 1981 war er Referatsleiter und anschließend bis März 1983 Stabsabteilungsleiter im Bundesministerium der Verteidigung. Am 1. April 1983 übernahm er unter gleichzeitiger Beförderung zum Flottillenadmiral das Kommando über die Zerstörerflottille. Im April 1985 wurde er Amtschef des Marineamts. In dieser Tätigkeit wurde er am 1. Oktober 1987 zum Konteradmiral befördert. Im April 1988 wechselte er als Stellvertreter des Inspekteurs der Marine und Chef des Stabes in den Führungsstab der Marine.
Am 1. Mai 1990 wurde Braun unter Beförderung zum Vizeadmiral Befehlshaber der Flotte. Von April 1993 bis März 1996 war er Deputy Commander Allied Naval Forces North West Europe und trat am 31. März 1996 in den Ruhestand.

## Tätigkeiten nach der Pensionierung
Nach der Pensionierung verfasste Braun unter seinem Spitznamen Blue Braun zwei Bücher, die den Dienst in der Bundesmarine aus verschiedenen Blickwinkeln betrachten. Sein erstes Buch Bolzen & Kinken ist eine an Peter Ernst Eiffes Splissen und Knoten angelehnte Anekdotensammlung.
Im Frühjahr 2012 erschienen seine Lebenserinnerungen unter dem Titel Erinnerungen an die Marine 1956–1996.

## Schriften (Auswahl)
- (als Blue Braun): Erinnerungen an die Marine 1956–1996. Hartmann, Miles-Verlag, Berlin 2012, ISBN 978-3-937885-47-6.